# 새뮤얼 루더포드

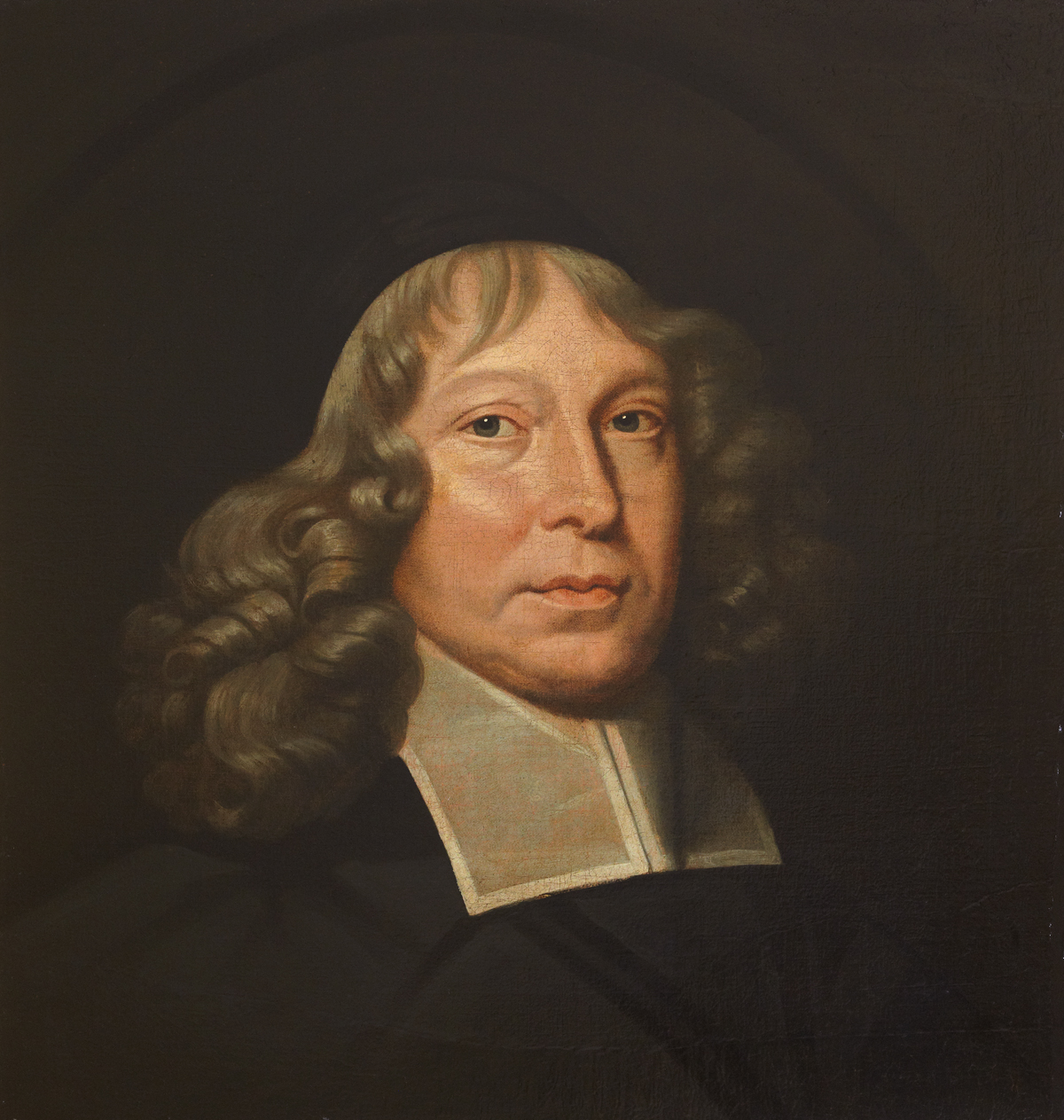
새뮤얼 루더포드의 초상화

새뮤얼 루더포드(영어: Samuel Rutherford, 1600년 ~ 1661년 3월 29일)는 스코틀랜드 출신의 장로교의 목사, 신학자, 작가이다. 웨스트민스터 총회에 스코틀랜드 대표로 참석했다.

## 신학
그는 두 왕국교리에 대하여 국가와 교회의 상호 복종이라는 논리를 주장하였다. 즉, 교회는 국가의 일에 대하여 위정자에게 모두 복종하고, 위정자는 영적인 일에 관하여는 교회에 모두 복종하라는 이론이다. 그는 이것을 '독립적 주권'이라고 불렀다.

## 영향을 준 인물
프란시스 쉐퍼는 그의 저서 기독교 선언에서 러더포드의 Lex Rex를 미국의 건국에 영향을 준 책이라고 높이 평가하였다.

## 저서
- Lex Rex : 작은 정부론, 헌정주의, 존 로크의 사회계약설의 선구자 역할. 정부의 최고 책임자는 법 아래에 있지 그들이 법이 아니다. 그는 당시의 군주였던 찰스 1세의 왕권신수설을 배격하고 군주의 통치권이 제한된다는 것을 확실히 명시하였다.[3]
- 사무엘 러더포드의 편지 : 찰스 해돈 스펄전 목사가 칭찬한 저서 중 하나.
- The Covenant of Life Opened Edinburgh 1655 : 언약신학에 대한 설명. 성화 (기독교)의 '완전한 습관'이란 용어를 통해서 러더포드는 습관의 개념을 간단히 설명하기를 원했다.[4]
- A Survey of Spiritual Antichrist (London, 1648) : 로마서 6:1, 7:7을 설명하면서, 그는 율법폐기론이 바울의 시대에 이미 처음으로 등장했고, 존 칼빈은 리버틴으로 부르며 반대하였고, 루터는 요한 아그리콜라와 아이젤반과 논쟁하였다고 설명하였다.[5]
- Divine Right

## 같이 보기
- 조지 길레스피
- 알렉산더 헨더슨
- 로버트 베일리